# Ksenija Maricki Gađanski
Profesor dr Ksenija Maricki Gađanski (1. april 1939, Martinci) istaknuti je srpski helenist, naučnik, prevodilac i univerzitetski profesor. Spada u vodeće stručnjake za klasične jezike, helensku filozofiju, istoriju i kulturu, kao i za modernu grčku književnost i lingvistiku kod nas i u svetu.

## Školovanje
Rođena je 1. aprila 1939. godine u sremskom selu Martinci, gde je završila osnovnu školu. Gimnaziju je završila u Sremskim Karlovcima, a Filozofski fakultet (Grupa za klasične nauke) u Beogradu 1962. godine. Magistrirala je 1964. godine, a doktorirala 1972. godine.
Bila je na naučnom usavršavanju na Filozofskom fakultetu u Atini (Grčka) i Visiting scholar na Kolumbija univerzitetu u Njujorku (SAD).

## Stručni rad
Počasni je član grčkog naučnog i književnog društva PARNASSOS u Atini, koje je posle Atinskog univerziteta, najstarija kulturna institucija u Grčkoj, čiji su članovi nekada bili Laza Lazarević i Jovan Dučić.
"Vrunski helenist, Ksenija Gađanski, svoj glas kao klasični filolog, duguje činjenici da njen pristup antičkim grčkim tekstovima dolazi iz optike živog osećanja književnosti, proisteklog iz njenog dubokog poznavanja i kontakta sa književnim delima našega doba. -Ona nije samo profesor klasičnih nauka, već helenist u dijahronom značenju toga termina, istraživač i tumač koji grčku književnost, od antike do danas, s naročitom produbljenošću, čita kao neraskidivu celinu. Istovremeno, ona je osoba koja sagledava književna dela, antička i moderna, ne samo u njihovom uskom umetničkom okviru nego i u širim istorijskim i društvenim zbivanjima" - naveo je istaknuti grčki pesnik Naso Vajena.
Ksenija Gađanski je glavni urednik “Zbornika za klasične studije Matice srpske” i publikacije Antičkog društva “Antika i savremeni svet”.
Objavila je više stotina naučnih radova i desetak knjiga.
Član je više stručnih i naučnih udruženja u zemlji i inostranstvu.
Dobitnik je više domaćih i inostranih nagrada, kao i Nacionalne penzije republike Srbije. Dobitnik je grčkog „Zlatnog krsta“ 3. februara 2015. godine.
Bila je supruga Ivana Gađanskog (8. aprila 1937. Jaša Tomić - 23. februar 2012. Beograd) pesnika i prevodioca.

## Spoljašnje veze
- Večernje novost: Vrhunski helenist, 09.08.2009. (језик: српски)